# 马里奥·蒙赫
马里奥·蒙赫·莫里纳（西班牙語：Mario Monje Molina；1930年3月29日—2019年1月15日），玻利维亚政治人物。1967年—1970年，任玻利维亚共产党总书记。当玻利维亚共产党在1964年分裂为亲苏派和亲华派时，他成为亲苏派的领导人。1966年，他同意协助切·格瓦拉在玻利维亚发动革命，但后来改变了主意。切·格瓦拉的遗孀阿莱达·马奇指责蒙赫对她丈夫的死亡负有责任。2019年1月15日，蒙赫因肺炎在俄罗斯莫斯科去世。